# Garda
Garda là một đô thị nằm bên hồ Garda, thuộc tỉnh Verona, vùng Veneto, đông bắc Italia.
Garda có cự ly 32 km so với thành phố Verona.
Thị xã có khu phố cổ có Villa Albertini (thế kỷ 16).

## Giáp ranh
- Bardolino
- Costermano
- Manerba del Garda
- San Felice del Benaco
- Torri del Benaco